# اتحادیه فوتبال برلین
اتحادیه فوتبال برلین 
(آلمانی: Berliner Fussball-Verband)، BFV از اتحادیه‌های منطقه‌ای فوتبال در آلمان است که باشگاه‌های فوتبال برلین تحت پوشش آن قرار دارند. این اتحادیه در سال ۱۸۹۷ تأسیس شد و دفتر مرکزی آن در برلین است.
این اتحادیه از زیرشاخه‌های اتحادیه فوتبال شمال‌شرق آلمان  و یکی از ۲۱ اتحادیه منطقه‌ای فدراسیون فوتبال آلمان است.

## شمار اعضا
براساس آخرین آمار تا تاریخ ۵/۷/۲۰۱۹، این اتحادیه ۱۵۹٬۰۰۴ عضو، ۳۸۱ باشگاه فوتبال و ۳٬۳۶۶ تیم در نظام لیگ خود دارد.